# Перачко Блато
43°04′ пн. ш. 17°26′ сх. д. / 43.07° пн. ш. 17.44° сх. д.
Перачко Блато (хорв. Peračko Blato) — населений пункт у Хорватії, у Дубровницько-Неретванській жупанії у складі міста Плоче.

## Населення
Населення за даними перепису 2011 року становило 288 осіб.
Динаміка чисельності населення поселення: